# Castelo de Clitheroe
O Castelo de Clitheroe é um castelo medieval em ruínas em Clitheroe em Lancashire, Inglaterra. Era o caput da Honra de Clitheroe, uma enorme propriedade que se estendia ao longo do lado oeste dos Peninos.
O castelo foi classificado como Monumento Programado em 10 de abril de 1915 (e posteriormente, ao abrigo da Lei de Monumentos Antigos e Áreas Arqueológicas de 1979). Foi listado como Grau I em 19 de maio de 1950.